# 書籤 (瀏覽器)

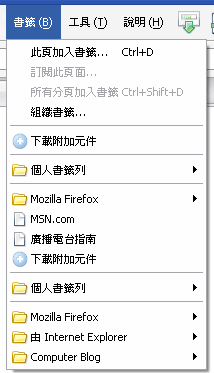
Firefox中的書籤

在万维网的背景下，書籤（Bookmark）是瀏覽器中用以儲存網址的一個設計，方便使用者不須以紙筆抄寫或記住網址即能迅速連結至網站。所有現代網頁瀏覽器都有書籤功能。書籤在Internet Explorer和Microsoft Edge中叫收藏夹（簡體中文）或我的最愛（繁體中文）。

## 歷史
自1993年Mosaic瀏覽器推出以來，書籤已被納入到瀏覽器中。書籤功能在Mosaic和Opera早期版本被稱為熱門名單（Hotlists）。其他早期的網頁瀏覽器，如ViolaWWW和Cello也有書籤功能。

## 即時書籤
Mozilla Firefox在2004年推出了即時書籤，即時書籤的功能跟RSS聚合器差不多。用戶可儲存RSS位址，每次按進該書籤的時候，就可以看到相關網頁的最新更新。